# Registreringsbevis för fordon
Registreringsbevis för fordon innehåller tekniska uppgifter om fordonet, fordonets registrerade ägare, en för handlingen unik behörighetskod, samt utrymme för anmälan eller ansökan till behörig fordonsregistreringsmyndighet.
Den 2 september 2004 infördes ett registreringsbevis som är gemensamt inom EES.

## Registreringsbevis i Sverige
Registreringsbevis utfärdas i Sverige av Transportstyrelsen när ett fordon registreras, när någon uppgift i beviset har ändrats, när det har använts för en anmälan eller ansökan, eller efter ansökan av fordonets ägare. Det senast utfärdade registreringsbeviset räknas som original och skall användas vid anmälningar till Vägverket om ändrade förhållanden avseende fordon.
Svenskt registreringsbevis är inte bevis om äganderätten till fordonet.
Utlandsregistrerade fordon ska medföra ett registreringsbevis i Sverige. På motsvarande sätt måste i regel svenskregistrerade fordon medföra registreringsbevis utomlands.

## Registreringsintyg i Finland
I Finland utfärdas registreringsintyg av Trafiksäkerhetsverket. Tidigare kallades det registerutdrag.

## Registerutdrag på Åland
På Åland utfärdas registerutdrag av Fordonsmyndigheten. Registerutdrag är den lagliga benämningen, på dokumentet står det "registreringsbevis".